# Attentat manqué contre des églises de Villejuif le 19 avril 2015
L'attentat manqué contre des églises de Villejuif est une action terroriste menée par un étudiant en informatique algérien, Sid Ahmed Ghlam, reconnu coupable  du meurtre d'Aurélie Châtelain et de la préparation d'un attentat islamiste visant deux églises de Villejuif le 19 avril 2015.
Le jour des faits, Sid Ahmed Ghlam, lourdement armé, tue Aurélie Châtelain en tentant de lui voler sa voiture mais se blesse par balle ce qui l'empêche de se rendre aux églises où il comptait commettre l'attentat.

## Déroulement des faits

### Radicalisation de Ghlam, voyages en Syrie et projet d'attentat
Sid Ahmed Ghlam séjourne en 2013 et 2014 dans le quartier Croix-Rouge de Reims. Le domicile de Saïd Kouachi, le tueur de Charlie Hebdo, se trouve alors à quelques dizaines de mètres. La police évoque des liens possibles entre Sid Ahmed Ghlam et la « bande des Buttes-Chaumont »,.
En février 2014, il passe une semaine en Turquie. Il est placé en garde à vue à son retour. Selon le procureur de Paris, aucun élément ne permet de « justifier l'ouverture d'une information judiciaire ». Il est néanmoins l'objet d'une fiche des renseignements français notamment pour « velléité de départ en Syrie ». Cette « fiche S » (« Sûreté de l’État ») implique son placement sous surveillance policière « sans attirer l’attention ».
Au printemps 2014, son petit frère de neuf ans signale « que son frère se radicalise ». La police est prévenue. Des écoutes téléphoniques menées à la suite, probablement en 2014 et 2015, n'ont rien révélé  ; ce que le ministre de l'Intérieur Bernard Cazeneuve justifie par le fait que « les moyens technologiques utilisés (…) sont de plus en plus sophistiqués ».
Le suivi lancé en 2014 depuis l'alerte à la radicalisation de Sid Ahmed Ghlam n'a rien donné. C'est « parce que la nouvelle menace terroriste qui plane sur la France se caractérise par des techniques de dissimulation que les services secrets peinent à contrer. Cette technique a même un nom, la taqiya ».
Le 15 octobre, il se rend en Algérie, ce qui n'inquiète pas les services de renseignement, puisqu'il emprunte régulièrement cette destination pour se rendre dans son pays d'origine. Depuis l'Algérie, le 29 octobre, il se rend à Istanbul, en Turquie, où il reste un mois. Un djihadiste français se faisant appeler Abu Al-Mouthana lui paye alors des « frais de retour » (2 000 €), en échange de contreparties à venir. Il s'avère qu'il séjourne en Syrie à cette période puis y retourne en février 2015 où il s'entretient avec des cadres de l'État islamique.
Début 2015, il effectue des repérages autour des deux principales églises de Villejuif : l'église Saint-Cyr-Sainte-Julitte dans le centre-ville et l'église Sainte-Thérèse au nord. Selon l'historien Camille Pascal, cette ville au nom symbolique n'aurait pas été choisie au hasard et lui permettait de cibler deux religions en même temps.
L'examen de son ordinateur révèle qu'il prévoyait également de s'en prendre à la basilique du Sacré-Cœur de Montmartre, à Paris.

### Meurtre d'Aurélie Châtelain et échec de l'attentat

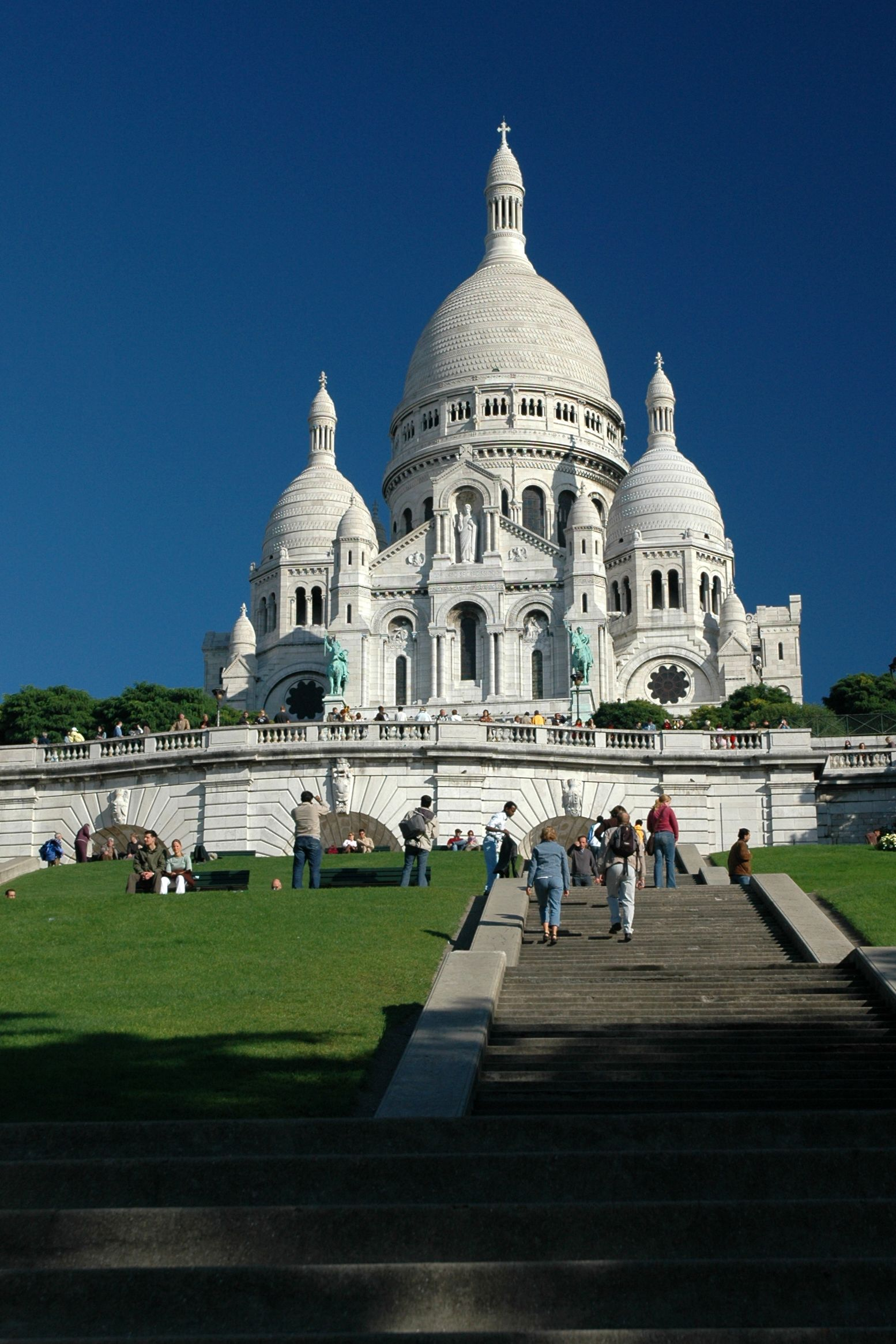
La basilique du Sacré-Cœur de Montmartre, que Sid Ahmed Glam comptait potentiellement attaquer après les deux églises de Villejuif.

Le samedi 18 avril, « Sid Ahmed Ghlam reçoit plusieurs nouveaux messages l’incitant « fortement » à passer à l’acte ». Le dimanche 19 avril, tôt le matin, il tente de voler la voiture d'Aurélie Châtelain à Villejuif. Celle-ci est tuée d'une balle dans le cœur et il aurait ensuite brûlé la voiture, qui contenait le corps de la jeune femme, avant de regagner le 13e arrondissement.
Le dimanche 19 avril 2015, il préparait à l'heure de la messe un attentat contre les deux églises qu'il avait repérées. D'après le curé de Saint-Cyr-Sainte-Julitte, il y aurait eu « un carnage » car l'église accueille 300 personnes le dimanche,.
À 8 h 50, il appelle le SAMU car il est blessé gravement à la hanche et à la rotule par deux balles. Selon les enquêteurs, il se serait lui-même blessé au cours de la tentative de vol du véhicule. Lors de cet appel, les hommes du RAID localisent l'appel dans un immeuble de Saint-Cyr-Sainte-Julitte. La police fouille les lieux sans trouver aucune trace de l'homme. Quelques heures plus tard les policiers, toujours présents sur place, découvrent au sous-sol caché par une toile d'araignée, des traces de sang et des chargeurs de Kalachnikov. Le sang laisse penser que l'homme était caché à cet endroit depuis le début des recherches. La police remonte alors les traces de sang et arrive à son véhicule, une Renault Mégane dans laquelle elle trouve un gyrophare bleu, un fusil d’assaut Kalachnikov et un revolver. Les enquêteurs perquisitionnent son domicile et trouvent trois Kalachnikov supplémentaires, des gilets pare-balles, un minutage précis entre les églises ciblées et les commissariats les plus proches. Il est placé en garde à vue et hospitalisé à l'Hôtel-Dieu. La garde à vue est prolongée au maximum prévu dans les cas de risque d'attentat maximum.
Selon François Molins, procureur de la République, au moment de son arrestation, il « était en contact avec une autre personne pouvant se trouver en Syrie avec laquelle il échangeait sur les modalités de commission d'un attentat, ce dernier lui demandant explicitement de cibler particulièrement une église ».

## La victime
Aurélie Châtelain était mère d'une fille de quatre ans et demi prénommée Juliette,. Elle avait 32 ans. Elle était originaire de Caudry. Elle a été retrouvée dans sa voiture, dans un début d'incendie, à Villejuif après avoir été tuée par balle. Les enquêteurs pensaient initialement que le motif du meurtre était une tentative de vol de la voiture. Après coup, ils supposent plutôt que Sid Ahmed Ghlam aurait voulu tuer Aurélie car il « la suspectait d'être un agent du renseignement. Il aurait été intrigué par la présence de cette voiture, au milieu de la rue, et de cette femme assise sur le siège passager avec un ordinateur portable sur les genoux. »
Elle était professeur de fitness et ancienne conseillère municipale de Caudry (2008-2014). Elle allait participer à un stage à Villejuif pour se perfectionner dans son métier en prenant des cours de pilates,.
Le dimanche 26 avril 2015, trois mille personnes participent à une marche blanche dans sa ville d'origine, Caudry.
Tandis que sa meilleure amie Stéphanie la considère comme une « héroïne », Guy Bricout, le maire de Caudry, suggère que « le décès d’Aurélie avait permis de sauver des vies » et demande qu'elle soit décorée de la Légion d'honneur à titre posthume. Sa fille aura le statut de pupille de la Nation.
Le 5 janvier 2016, on apprend qu'Aurélie Châtelain ne figure pas parmi les victimes des récents attentats décorées de la Légion d'honneur. Le maire de sa commune fait aussitôt part de sa grande déception et de son incompréhension. Il est alors annoncé que l'omission source de polémique sera réparée lors de la promotion de Pâques 2016. Elle fait finalement l'objet d'une nomination exceptionnelle le 18 mars 2016.
En hommage, son nom a été donné au Palais des Sports de Caudry.

## Profil de l'auteur
Sid Ahmed Ghlam, surnommé Djillali, est né à Tiaret, dans la région d'Oran, en Algérie le 30 août 1991,.
Il arrive avec sa famille en 2001 à Saint-Dizier et retourne en Algérie en 2003 faute de papiers en règle. Il y passe son baccalauréat en 2010 et retourne en France la même année dans le cadre du regroupement familial. Il enseignait l'arabe à la mosquée El-Fath de Saint-Dizier affiliée à la Grande mosquée de Paris. La presse indique qu'il a été étudiant de 2010 à 2012 à l'école d'informatique SUPINFO de Paris et la quitte au bout de sa deuxième année. Cependant SUPINFO n'est pas en mesure de confirmer cette information du fait qu'il existe des risques d'homonymie, seul le nom de l'individu ayant été divulgué.
En septembre 2014, il s'inscrit à l'université Pierre-et-Marie-Curie, mais ne participe ni aux cours ni aux travaux dirigés (TD). L'université a engagé une procédure contre lui pour falsification de note. L'UNEF est accusée par le Canard Enchaîné, qui cite une source ministérielle, d'avoir aidé Sid Ahmed Ghlam. L'UNEF rétorque que « Ghlam indique qu'il a été boursier échelon 6 (correspondant à une aide de 4 768 euros par an)… Ses demandes de logement ont fait l'objet d'un traitement prioritaire ».
En 2015, il habite dans une résidence étudiante, rue Julie-Daubié à proximité de la Bibliothèque nationale de France, dans le 13e arrondissement de Paris. Le weekend, il rejoint sa famille dans le quartier sensible du Vert-Bois à Saint-Dizier. Selon les médias, certains de ses proches à Saint-Dizier se sont rapprochés des thèses de l'islam radical. Son frère et sa belle-sœur appartiendraient à la mouvance tabligh.

## Enquête

### Version de Sid Ahmed Ghlam
D'après ses avocats : « Il a reconnu avoir été à Villejuif le 19 avril 2015 en présence d'un autre individu. Il conteste en revanche toute responsabilité dans la mort d'Aurélie Châtelain et a également affirmé avoir fait ce qu'il fallait pour empêcher la commission d'un attentat ce jour-là ». Il ne donne pas plus de détails sur cet autre individu.
L'un des avocats de la famille d'Aurélie Châtelain, Antoine Casubolo Ferro, réfute cette version : « Il faut qu'il en dise plus, car pour l'instant la réalité du dossier ne correspond pas du tout à ses déclarations ... Il faut qu'il s'explique sur toutes les preuves et les traces qui donnent la certitude qu'il a été en contact avec Aurélie Châtelain ».
Ghlam affine ensuite sa version durant l'hiver 2015 et précise que le mystérieux individu, dont aucune trace n'a été retrouvée, serait Samy Amimour l'un des membres du commando des attentats du 13 novembre 2015, qui s'est fait exploser au Bataclan après avoir mitraillé la foule. De l'avis des enquêteurs Samy Amimour était en Syrie en avril 2015 et aucun lien n'a pu être établi entre lui et la mort d'Aurélie Châtelain. Ghlam explique aussi avoir renoncé de lui-même à commettre l'attentat après avoir vu le meurtre d'Aurélie Châtelain qui l'aurait choqué, et prétend s'être en conséquence volontairement tiré dans la jambe.

### Commanditaire et complicités
Sid Admed Ghlam ne semble pas être un loup solitaire. En plus du fait qu'il possédait trop d'armes pour un seul homme, les enquêteurs ont trouvé que « Sid Ahmed Ghlam reçoit en effet l'ordre de passer à l'acte, même seul, même si "il" ne le rejoint pas ». Ils recherchent activement ce "il".
- le 25 avril 2016 à Colombes (ou aux Mureaux selon une autre source[47]), un homme âge de 33 ans est interpellé. Il est connu des services de police pour des affaires de vol et de drogue[48]. Il a notamment écopé de trois ans de prison ferme pour un vol avec violence dans un magasin Aldi en 2009[49]. Son ADN, inscrit au Fichier national automatisé des empreintes génétiques, est retrouvé sur des gilets pare-balles et dans la Mégane[50]. Il est mis en examen le 29 avril, pour association de malfaiteurs en vue de commettre des crimes liés à une entreprise terroriste. Il parle d'une tierce personne qui serait le commanditaire[51].
- le 26 avril 2015 à Saint-Ouen, un homme de 32 ans est interpellé. Son ADN est retrouvé sur une brosse à cheveux de l'appartement de Sid Ahmed Ghlam. Il est relâché le 29 avril.
- le 26 avril 2015, un homme de 33 ans est interpellé. Il est le gérant d'un garage de Pierrefitte-sur-Seine. Son nom apparaît dans les communications cryptées de Sid Ahmed Ghlam[52],[53]. Il est rapidement sorti de garde à vue.
- le 7 juin 2015, deux hommes, âgés de 35 et 39 ans, sont interpellés à leur domicile de Limay et Mantes-la-Jolie dans les Yvelines. Bernard Cazeneuve déclare : « Il appartient maintenant à l’enquête de déterminer le rôle exact que ces deux individus ont pu jouer au sein de l’entourage de Sid Ahmed Ghlam »[54],[55].
- un an plus tard, le 15 novembre 2016, quatre complices présumés sont arrêtés à  Osny, Éragny (Val-d'Oise), aux Mureaux et à Sartrouville[56].

Les armes ont été récupérées dans une voiture volée de type Renault Mégane garée sur une place de stationnement de la commune d'Aulnay-sous-Bois, en Seine-Saint-Denis. Le volet logistique du projet d'attentat aurait été préparé dans un snack (« crêperie sucrée/salée ») du Val-de-Marne dont le propriétaire et plusieurs de ses employés sont fichés S, notamment pour avoir fait le jihad au début des années 2000. Abdelkader Jalal l'un des employés est notamment soupçonné d'avoir fourni les armes.
Le terroriste a ensuite récupéré une seconde voiture, de type BMW 318, dans un garage de Pierrefitte-sur-Seine (toujours en Seine-Saint-Denis) où opéraient ses complices « Vega » (pseudonyme de Macreme Abrougui) et Thomas (Thomas Mayet). Ils sont allés en Syrie début 2015. Ces deux complices ont été endoctrinés par Fabien Clain, un toulousain né à l'île de la Réunion qui est aussi le fondateur du « clan des Belphégor » dans le quartier toulousain du Mirail. Fabien Clain était également un proche d'Olivier Corel, surnommé « l'émir blanc », qui organisait des réunions dans sa ferme d'Artigat, cellule très liée au terrorisme djihadiste.
Rabah Boukaouma, le principal logisticien présumé, connu sous le surnom de « le Kabyle », est supposé avoir livré les armes cachées dans la voiture Mégane avec l'aide de Farid Brahami. L'enquête décrit ensuite Abdelnasser Benyoucef (cousin de Boukaouma) et son compagnon Samir Nouad comme les commanditaires des attentats. Les deux hommes qui ont rejoint  l'état islamique en Irak et en Syrie avant 2015, auraient plus tard été tués par des frappes de la coalition internationale.

### Incarcération
Le 20 novembre 2015, l'administration pénitentiaire découvre au moins une puce téléphonique dans sa cellule d'isolement à la prison de Fresnes. Il a ainsi, pendant les premiers mois de sa détention, communiqué avec l'extérieur. Ces appels ont cessé le jour même des attentats du 13 novembre 2015. Il est alors transféré au centre pénitentiaire de Beauvais, où les brouilleurs d'ondes sont plus sophistiqués.

### Compagne du mis en examen
Émilie Lechat-Boizumeau est élevée dans une famille catholique. Elle effectue toute sa scolarité à Brest. Elle obtient à Vannes, un BEP dans la restauration. Elle a deux garçons à 19 puis 21 ans. Elle se marie à un Brestois du quartier sensible de Pontanézen. Son mari est « connu des services de police pour des faits de grande délinquance », et se serait converti à l'islam pendant une peine effectuée à la prison brestoise de l'Hermitage. Elle se convertit alors aussi à l’islam à 22 ans. Elle adopte la burqa comme une quinzaine de femmes de Pontanézen. Rachid Abou Houdeyfa, l'imam salafiste de la mosquée du quartier déclare qu'il ne la connaît pas car, dit-il, « les gens qui sombrent dans l'islam radical ne nous fréquentent pas. Ils ne supportent pas certains prêches ». Émilie part alors pour Saint-Dizier. Son nouveau compagnon a un frère arrêté en 2014 en Belgique pour possession d’armes de guerre. Sid Ahmed Ghlam devient son compagnon un peu plus tard «  mais Aouali, la mère de Sid Ahmed, avait refusé qu’ils se marient, raconte un ami. Parce qu’elle est plus âgée que lui et qu’elle avait déjà été mariée ».
En février 2015, elle se présente entièrement voilée dans une grande surface de Gouesnou. Ce qui provoque l'intervention de la gendarmerie.
Le 22 avril 2015, elle est arrêtée à Saint-Dizier. Les voisins parlent d'elle comme d'une femme discrète, convertie à l'islam radical, qui ne sort de chez elle que pour aller chercher ses enfants à l'école en burqa. Les volets de sa maison sont toujours clos. C'est la seule femme en burqa du quartier sensible du Vert-Bois à Saint-Dizier. Le voisinage « confie avoir vu des hommes à la nuit tombée rendre visite à plusieurs reprises à la jeune femme »,. Les enquêteurs disposent de trois éléments à charge :
- Elle possédait des clés de chiffrement permettant d'échanger des messages cryptés.
- Sid Ahmed Ghlam possédait un deuxième téléphone, uniquement destiné à l'appeler.
- Un des derniers SMS qu'il ait envoyé à son contact syrien était : « Après le coup, j'irai me réfugier chez Jennifer ». Jennifer est le nom d'Émilie Lechat-Boizumeau dans le répertoire de Sid Ahmed Ghlam[67].

Le 24 avril 2015, elle sort libre de sa garde à vue sans être mise en examen.

## Suites judiciaires

### Procès en première instance
Le procès se déroule du 5 octobre au 5 novembre 2020 devant la cour d'assises spéciale à Paris. Six prévenus comparaissent détenus, deux sous contrôle judiciaire et les deux commanditaires sont jugés par défaut car présumés morts en Syrie sans que cela ait été formellement établi.
Les proches d'Aurélie Châtelain font part de leur émotion et livrent des témoignages poignants, notamment son ex-compagnon, qui raconte la douleur que représente l'absence d'Aurélie pour leur fille. Le procès met en évidence toute la préparation minutieuse de l'attentat et son pilotage de Syrie. Sid Ahmed Ghlam avait notamment repéré précisément les deux églises et avait étudié le temps nécessaire aux policiers pour arriver afin de pouvoir s'échapper. D'après l'exploitation des échanges téléphoniques, il prévoyait de faire un maximum de victimes parmi les fidèles assistant à l'office.
La plupart des accusés reconnaissent leur implication mais essaient de la minimiser, quitte à fournir des explications qualifiées de « rocambolesques ». Ghlam refuse d'avouer le meurtre d'Aurélie Châtelain et maintient sa version concernant la présence de Samy Amimour et le fait qu'il ait renoncé à commettre l'attentat en se tirant volontairement dessus. Les différents experts soulignent qu'il est presque impossible qu'il se soit volontairement tiré dessus. Son avocat demande l'acquittement de Ghlam pour le meurtre de Châtelain au bénéfice du doute.
Après plusieurs heures de délibéré, le verdict tombe : les réquisitions des deux procureurs  sont intégralement suivies : Sid Ahmed Ghlam est reconnu coupable du meurtre d'Aurélie Châtelain et de tentative d'assassinats en relation avec une entreprise terroriste. Il écope de la peine maximale, soit la réclusion criminelle à perpétuité assortie d'une période de sûreté de 22 ans ainsi que d'une interdiction définitive du territoire français. Les deux commanditaires présumés morts sont condamnés par défaut à la même peine avec mandat d'arrêt. Rabah Boukaouma et Farid Brahami sont reconnus coupable d'association de malfaiteurs terroriste (AMA) et de complicité de tentative d'assassinats, ils sont condamnés à respectivement 30 et 25 ans de prison avec une période de sûreté des 2/3. Abdelkader Jalal, moins impliqué et présentant de meilleures perspectives de réinsertion est condamné à 15 ans de prison également avec une période de sûreté des 2/3 pour AMA. Les deux autres détenus, dont un déjà condamné pour AMA, sont condamnés pour des infractions à la législation sur les armes à 6 ans de prison et un est interdit du territoire français. Les deux accusés comparaissant libres bénéficient de sursis.
Les avocats de Sid Ahmed Ghlam annoncent son intention de faire appel.

### Procès en appel
Le procès en appel a lieu du 27 septembre au 28 octobre 2021 devant la cour d'assises spéciale à Paris alors que se déroule en parallèle le procès en première instance des attentats du 13 novembre 2015. Sid Ahmed Ghlam avoue pour la première fois s'être rendu en Syrie en octobre 2014 et en février 2015 pour s'entretenir avec des cadres de l'État islamique. Il reconnaît également que son projet criminel était bien d'assassiner des paroissiens de Villejuif et demande pardon à la famille d'Aurélie Châtelain même s'il persiste à nier être l'auteur du meurtre. Le procureur de la République réclame la peine maximale pour Ghlam soit la confirmation du jugement de première instance ainsi que pour ses complices. Finalement, la cour confirme les condamnations de première instance mais diminue les peines. Sid Ahmed Ghlam est condamné à une interdiction définitive du territoire français et à la réclusion criminelle à perpétuité mais sans période de sûreté des 2/3 (elle est donc par défaut d'une durée de 18 ans). Rabah Boukaouma est condamné à 25 ans de prison (5 ans de moins qu'en première instance), Farid Brahami est condamné à 18 ans de prison (7 ans de moins qu'en première instance), Abdelkader Jalal est condamné à 13 ans de prison (2 ans de moins qu'en première instance); aucune de ces peines n'est assortie d'une période de sûreté des 2/3.

## Réactions
Selon Bernard Bajolet le 22 avril, le directeur général de la Sécurité extérieure, ses hommes ont déjoué six attentats depuis le début 2015, cependant, le lendemain, Manuel Valls parle de cinq attentats déjoués y compris celui-ci. L'attaque planifiée ici serait le septième attentat évité. 20 minutes note l'importance de la communication gouvernementale, en plein débat sur la loi Renseignement, au sujet d'un événement qui, de l'avis d'un officier de la DGSI, montre les failles des services de renseignement.

## Événements potentiellement liés
Dans la nuit du 23 au 24 avril 2015, un incendie volontaire ravage la salle de prière musulmane de Pargny-sur-Saulx dans la Marne, la sœur de Sid Ahmed Ghlam, Karima, y donnait des cours,.